# Lepidochitona liozonis
Lepidochitona liozonis är en blötdjursart som först beskrevs av Dall och Simpson 1901.  Lepidochitona liozonis ingår i släktet Lepidochitona och familjen Ischnochitonidae. Inga underarter finns listade i Catalogue of Life.